# Vakare

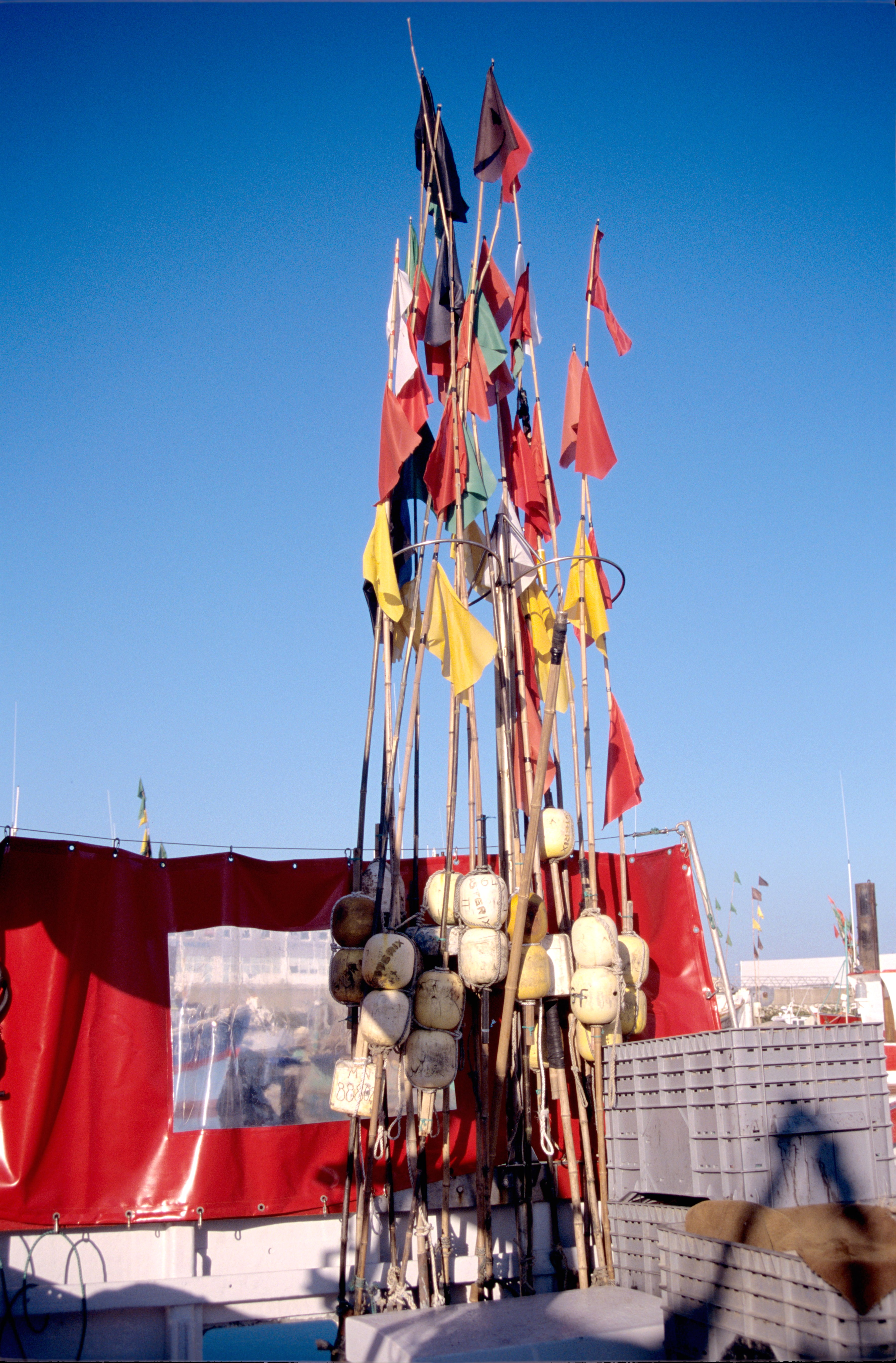
Vakare i en fransk fiskehamn.

En vakare, även kallad våle, är en flytande förankrad markering av fiskeredskap till sjöss. Den består av en stav, vanligen försedd med flaggor och andra markeringar, som sitter på en flytkropp och hålls upprätt av en tyngd nertill, samt är fäst vid redskapet med en lina (kallad vakarlina).

## Inom EU
Inom EU regleras vakarnas utformning av förordning 404/2011 (artiklarna 13-17 och bilaga IV) I denna förordnas att den vakare som är placerad längst västerut (västsektorn inkluderar nord) skall vara försedd med två färgade flaggor med 20 cm avstånd vertikalt och med den nedre flaggan minst en meter över flytkroppen. Den skall vidare ha två reflexband och två blinkande gula ljus. För vakaren längst österut (inklusive syd) gäller en färgad flagga, ett reflexband och ett blinkande gult ljus. För "mellanvakare" gäller samma som för den östliga, men flaggan skall vara vit. Vakarna får förses med toppmärke eller radarreflektor.

### I Sverige

Vakare i svenskt vatten.
1=Inomskärs överseglingsbart redskap,
2=Inomskärs ytredskap,
3=Utomskärs överseglingsbart redskap,
4=Utomskärs ytredskap,
5=Fast redskap (både inom- och utomskärs).
Röd cirkel=toppklot, grön cirkel=radarreflektor, gult kryss=toppkryss med reflexer i ändarna.

I Sverige regleras vakarnas utformning även av Fiskeriverkets föreskrifter (FIFS 1994:14) om märkning och utmärkning av fiskeredskap. Olika regler gäller inomskärs (ut till 300 meter från land, plus Vänern, Vättern, Mälaren och Hjälmaren) respektive utomskärs och för överseglingsbara respektive ytstående redskap. En vakare får inte vara grön eller röd. Slutvakaren i västsektorn skall vara utmärkt med två likfärgade (ej vita) flaggor och två reflexer, i ostsektorn med en flagga av samma färg som den västliga och en reflex. Drivande och svajande redskap får, om det på grund av ström- och vindförhållanden är svårt att avgöra i vilken riktning redskapet kommer att stå, i båda ändarna utmärkas med vakare som i ostsektorn. Mellanvakare skall ha en vit flagga och en reflex. Vakare för ytstående redskap skall vara försett med toppklot eller "klotformad" radarreflektor. En vakare som markerar ett redskap utomskärs, samt inomskärs där sjötrafik normalt förekommer, skall vara försedd med radarreflektor (dock ej i Öresund där sådana ej är tillåtna) placerad över den översta flaggan om redskapet är ytstående och under denna om det är överseglingsbart. Vakare som markerar fasta redskap skall vara försedda med gult reflexförsett toppkryss. Vintertid och då drivis förekommer får slätvakare (endast försedda med reflexer, men utan flaggor och dylikt) användas. Vakare utanför tre nautiska mil från baslinjen i Kattegatt eller fyra nautiska mil från baslinjen i Skagerrak och Östersjön skall under mörker (från solnedgång till soluppgång) vara försedda med ljus (en gul blixt var femte sekund - synkront om det är två ljus) till ett antal som motsvarar antalet flaggor. Utomskärs skall vakaren nå minst två meter, inomskärs 1,2 meter, över vattenytan. Vakarlinan skall vara gjord av sjunkande matereial eller vara nedtyngd. Är redskapet överseglingsbart, kortare än 300 meter och placerat inomskärs behöver vakare inte användas, utan "fiskekulor" räcker. I Sveriges exklusiva ekonomiska zon, utanför territorialvattengränsen, gäller i första hand EU:s förordningar.

### I Danmark
I Danmark gäller i stort sett samma regler som i Sverige. En skillnad är dock att det som gäller inomskärs och utomskärs i Sverige gäller i Danmark innanför respektive utanför tre nautiska mil från kusten.

### I Finland
I Finland regleras utmärkningen av fiskeredskap av paragraferna sju och åtta i Statsrådets förordning om fiske.

## I Norge
I Norge regleras vakarnas utformning och användning av kapitel XV i Nærings- og fiskeridepartementets Forskrift om gjennomføring av fiske, fangst og høsting av viltlevende marine ressurser.